# Джоуэтт, Джеймс Эдвард
Джеймс Эдвард Джоуэтт (англ. James Edward Jouett; 7 февраля 1826 — 30 сентября 1902) — контр-адмирал ВМФ США.

## Биография
Родился в 1826 году в окрестностях Лексингтона (штат Кентукки); его отцом был художник Мэтью Харрис Джоуэтт, а дедом — герой войны за независимость США Джон Джоуэтт. В 1841 году стал мичманом. Служил у побережья Африки на шлюпе «Декатур» под командованием Мэтью Перри, а затем, во время войны с Мексикой — на фрегате «Джон Адамс».
В начале Гражданской войны был схвачен конфедератами в Пенсаколе, но вскоре отпущен. На фрегате «Санти» участвовал в блокаде Галвестона, затем командовал пароходами «Монтгомери» и «Р. Р. Кёйлер», и в итоге получил под командование пароход «Метакомет», на котором 5 августа 1864 года участвовал в сражении в заливе Мобил. Когда во время сражения монитор «Текумсе» подорвался на мине, контр-адмирал Фаррагут отдал свой знаменитый приказ: «К чёрту мины! Четыре звонка. Капитан Драйтон, вперед! Джоуэтт, полный ход!» В последующем бою «Метакомет» заставил выброситься на берег канонерку «Гэйнс» и захватил канонерку «Селма».
После войны Джоуэтт занимал различные должности то в море, то на берегу. В 1884—1886 годах был командующим Североатлантической эскадры флота США, в этом качестве участвовал в боевых действиях в районе Колона во время гражданской войны в Колумбии. В 1886—1890 годах был президентом Комиссии по инспекции и наблюдению ВМФ США. В 1890 году вышел в отставку.
В память о контр-адмирале Джоуэтте впоследствии было названо три корабля в составе ВМФ США.